# Jürgen Baur (Sportwissenschaftler)
Jürgen Baur (* 1943) ist ein deutscher Sportwissenschaftler und Hochschullehrer.

## Leben
Der in Schwaben geborene Baur studierte Germanistik, Geschichte, Erziehungswissenschaft, Soziologie und Sportwissenschaft, unter anderem an der Eberhard Karls Universität Tübingen. Nach seiner Tübinger Zeit war er wissenschaftlich an den Universitäten Bayreuth und Paderborn tätig.
Baurs 1987 an der Universität Paderborn angenommene Habilitationsschrift zum Thema „Körper- und Bewegungskarrieren“ wurde mit der Carl-Diem-Plakette des Deutschen Sportbundes ausgezeichnet. Er war Leiter des Arbeitsbereichs Sportsoziologie/Sportanthropologie am Institut für Sportwissenschaft der Universität Potsdam.
Zu seinen Forschungsschwerpunkte zählten die Sozialisations- und Lebenslaufforschung, Sportvereine, das Ehrenamt im Sport, das Sporttreiben Jugendlicher, Sport im Alter, Kanusport, die Person des Übungsleiters und des Sportlehrers, Sportkarrieren sowie Talentsuche und -förderung. Er gehörte zu den Herausgebern des Handbuchs motorische Entwicklung.
Nach der wissenschaftlichen Laufbahn veröffentlichte Baur teils Reiseberichte.